# Rumex maritimus
La  romaza mínima o Rumex maritimus L. es una especie de plantas de la familia de las poligonáceas. 

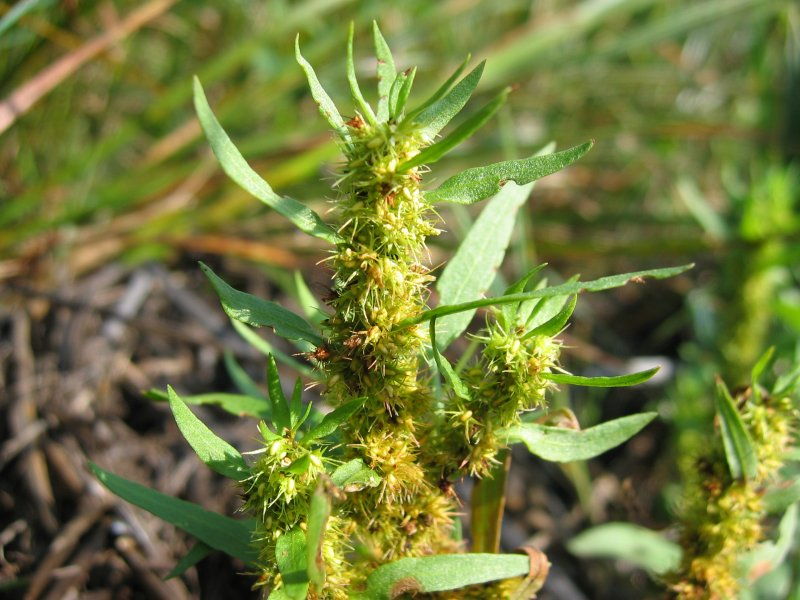

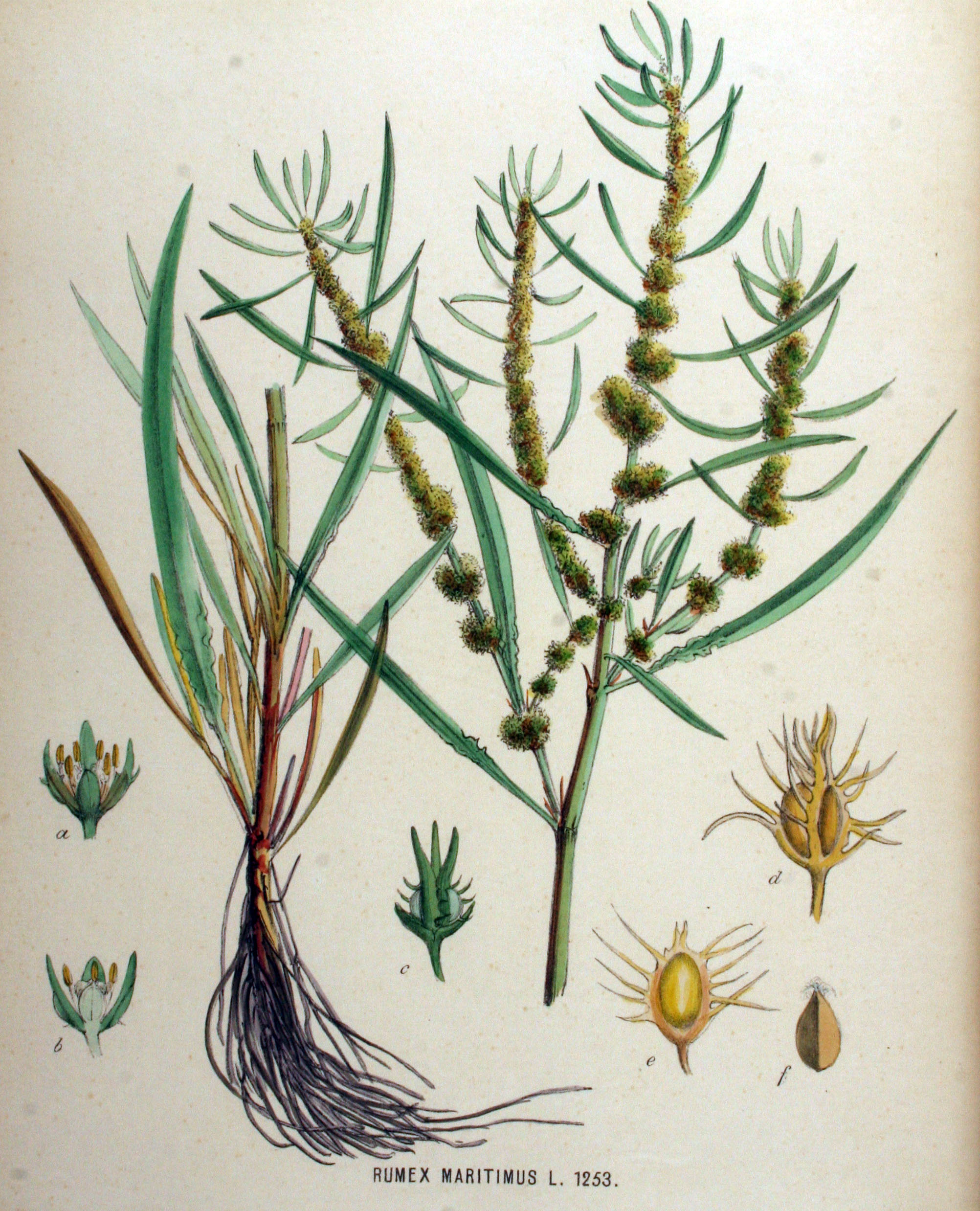
Ilustración

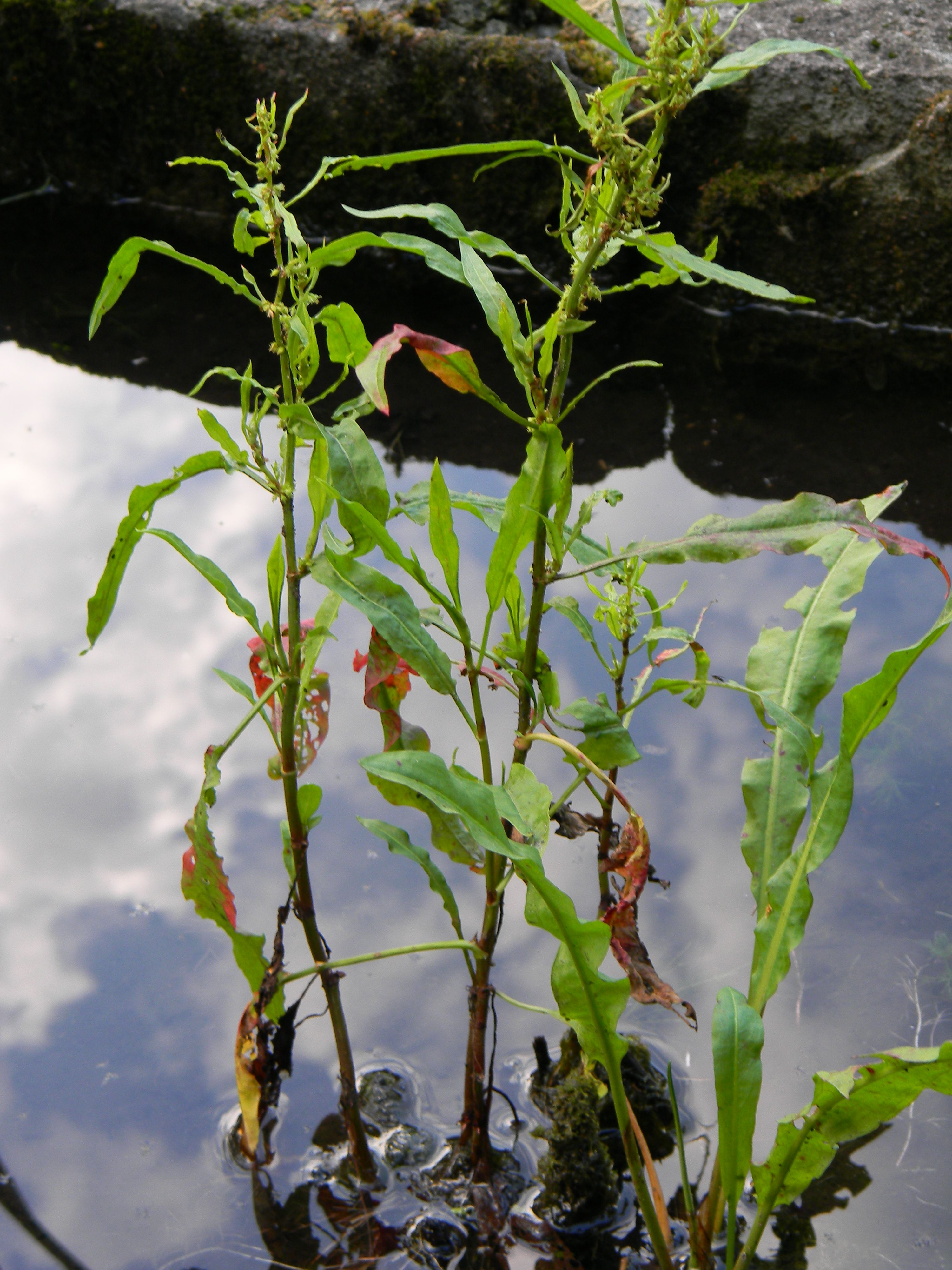
Detalle de la planta

## Distribución y hábitat
Habita en zonas muy húmedas como bancos inundados. Crece por la vertiente norte de la Europa central y por las áreas circumpolares.  Conocida comúnmente con los nombres de Agrella de mar y Paradella marina.

## Descripción
Se trata de plantas herbáceas que pueden crecer desde 10 a 60 centímetros. Los frutos maduros son de color amarillo-marrón. Las hojas de la parte inferior tienen una base con forma de corazón.  Los sépalos son de unos 3 milímetros de largo, ovoidales y de color amarillo-marrón.  Presentan estrechos dientes, los cuales son siempre tan largos como anchos, que siempre miran hacia delante.  Florece de julio a septiembre.  También tiene tallos delgados flexibles donde están agrupadas. 

## Propiedades
Las plantas pueden contener altos niveles de ácido oxálico, que es lo que da a las hojas de muchos de los miembros de este género este aroma ácido a limón. Perfectamente bueno en pequeñas cantidades, las hojas no deben ser consumidas en grandes cantidades, ya que el ácido oxálico puede bloquear otros nutrientes contenidos en los alimentos, especialmente el calcio, por lo que se puede dar deficiencias de minerales.  El contenido en ácido oxálico se reducirá si la planta es cocinada.  Las personas con una tendencia al reumatismo, la artritis, la gota, los cálculos renales o la hiperacidez deben tener especial precaución si se incluye esta planta en su dieta ya que puede agravar su condición.

## Taxonomía
Rumex maritimus fue descrita por   Carlos Linneo  y publicado en Species Plantarum 1: 335. 1753.
Etimología
Ver: Rumex
maritimus: epíteto latíno que significa "cercana del mar".
Sinonimia
- Lapathum minus Lam.
- Rumex aureus Mill.
- Rumex fueginus Phil.
- Rumex longisetus A.I.Baranov & Skvortsov[4]
- Lapathum aureum Gray
- Lapathum maritimum Moench
- Lapathum persicarioides Moench
- Steinmannia aurea Opiz[5]